# Ludvík Sartori
Ludvík Sartori (? – 1754), latinsky Ludovicus Sartori, někdy uváděný jako Sartory, byl františkán a teolog působící v českých zemích a české františkánské provincii sv. Václava. Působil jako lektor na klášterních studiích františkánů. Nejprve vyučoval v blíže nezjištěném konventu jako učitel filozofie, jak se sám podepsal na rukopise Calendarium novum et antiquum ex Observationibus... Thomae Malleoli de Kempis cum aliis selectis annotationibus annuis ac quotidianis pietatis exercitiis accomodatis, jenž si pro svou potřebu opsal. Později vyučoval kanonické právo na klášterní škole františkánů u sv. Máří Magdaleny v Brně, jak dokládají záznamy jeho přednášek Ius canonicum universum pořízené neznámým studentem. Na sklonku života konkrétně roku 1754 působil Ludvík Sartori ještě jako představený – kvardián františkánského kláštera v Olomouci. Snad ze zdravotních důvodů tehdy nedokončil celé volební období. Františkán Ludvík Sartori zemřel 24. října 1754 v Brně.